# Nguyễn Huy Nhu
Nguyễn Huy Nhu (1887-1962), còn gọi là Nghè Nhu, là một danh sĩ Nho học và nhà giáo dục Việt Nam vào đầu thế kỷ 20.

## Thân thế cuộc đời
Ông là người làng Vạn Lộc, tổng Thượng Xá, huyện Nghi Lộc, phủ Hưng Nguyên (nay là phường Nghi Tân, Thị xã Cửa Lò), tỉnh Nghệ An. Nguyên quán ông ở xã Bột Thái, huyện Hoằng Hóa, Thanh Hóa, tổ tiên dời vào Nghệ An.
Ông đỗ Cử nhân khoa Kỷ Dậu 1909, sau đó được sung chức Giáo thụ phủ Quảng Ninh, Huấn đạo hạng nhất. Năm 1916, ông đỗ Tiến sĩ khoa thi Bính Thìn, dưới triều vua Khải Định, khi mới 30 tuổi. Bia Văn miếu Huế chép ông đỗ Đệ tam giáp Đồng tiến sĩ xuất thân, đứng thứ 5 trong số 7 Tiến sĩ của khoa này. Về sau ông làm quan đến Hàn lâm viện Tu soạn, Đốc học Quảng Ninh.
Khi Viện Đại học Huế được thành lập năm 1957, ông được mời làm giáo sư môn Hán văn.
Ông qua đời năm 1962.
Tên ông đang được đề nghị đặt tên đường tại thành phố Vinh.

## Sự nghiệp văn chương
Ông để lại nhiều thơ văn, câu đối, trong đó có đôi câu đối ca ngợi Cửa Lò quê ông:
"Dạo gót thử trông xem, kìa Lô Thủy, nọ Ngư Sơn, vui thú đâu hơn quê quán cũ
Cầm tay xin nhắc lại, kẻ lan tôn, người quế tử, vun trồng xin nhớ cội cành xưa"
(Nhà báo Nguyễn Duy Hữu chú thích)

## Gia đình
Ông là thân phụ của nhà văn Nguyễn Huy Phương và nhà văn Nguyễn Thị Thanh Hương. Con rể ông, Vũ Tú Nam, cũng là một nhà văn Việt Nam nổi tiếng.